# ポープ郡 (イリノイ州)
ポープ郡（英: Pope County）は、アメリカ合衆国イリノイ州の南部に位置する郡である。2010年国勢調査での人口は4,470人であり、2000年の4413人から1.3%増加した。人口ではイリノイ州最少の郡である。郡庁所在地はゴルコンダ（人口668人）であり、同郡で人口最大の都市でもある。

## 歴史
ポープ郡は1816年にギャラティン郡とジョンソン郡の一部を合わせて設立された。郡名はイリノイ準州州務長官を務めたナサニエル・ポープに因んで名付けられた。
最初の開拓地は1798年に現在のゴルコンダ市がある場所に作られたもので、オハイオ川の渡し舟を運行する地点だった。

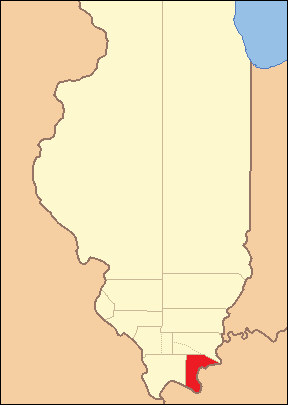
1816年創設時から1839年までの郡領域
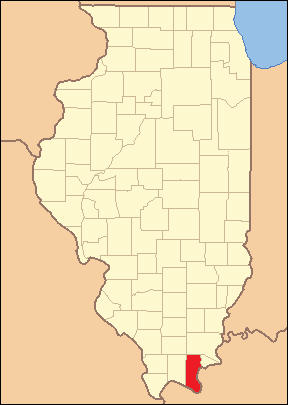
1839年から1843年まで
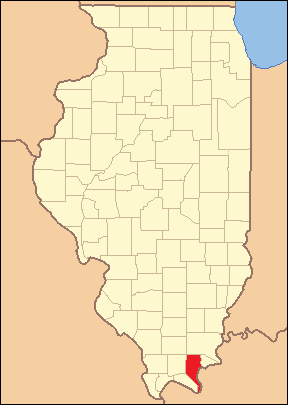
1843年から1847年まで
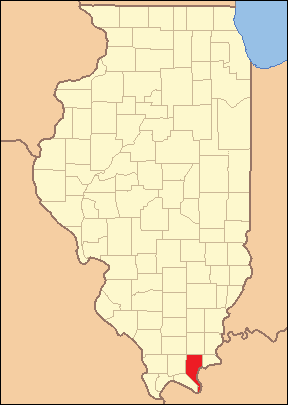
1847年に郡域をハーディン郡と調整してから現在までの領域

## 地理
アメリカ合衆国国勢調査局に拠れば、郡域全面積は374.30平方マイル (969.4 km2)であり、このうち陸地368.77平方マイル (955.1 km2)、水域は5.53平方マイル (14.3 km2)で水域率は1.48%である。
郡全体が丘陵であり、雨の多い季節には小川が丘陵を流れ下り、様々な大きさと高さの滝になる。郡内にはイリノイ州ショーニー丘陵に多く有る州立公園の1つ、ディクソン・スプリングス州立公園があり、またショーニー国立の森の一部もある。南と東はオハイオ川に接し、ケンタッキー州との州境になっている。

### 主要高規格道路
- イリノイ州道34号線
- イリノイ州道145号線
- イリノイ州道146号線

### 隣接する郡
- セイリーン郡 - 北
- ハーディン郡 - 東
- リビングストン郡 (ケンタッキー州) - 南東
- マサック郡 - 南西
- ジョンソン郡 - 西
- ウィリアムソン郡 - 北西

### 国立保護地域
- ショーニー国立の森（部分）

## 気候と気象
近年、郡庁所在地であるゴルコンダ市の平均気温は1月の21°F (-6 ℃) から7月の87°F (31 ℃) まで変化している。過去最低気温は1994年1月に記録された-22°F (-30 ℃) であり、過去最高気温は2007年8月に記録された104°F (40 ℃) である。月間降水量は10月の3.22インチ (82 mm) から5月の5.02インチ (128 mm) まで変化している。

## 人口動態

### 2010年国勢調査
人種別人口構成
- 白人: 91.7%
- アフリカン・アメリカン: 6.0%
- ネイティブ・アメリカン: 0.6%
- アジア人: 0.2%
- 太平洋諸島系: 0.0%
- その他の人種: 0.6%
- 混血: 0.9%
- ヒスパニック・ラテン系: 1.4%

### 2000年国勢調査
以下は2000年国勢調査による人口統計データである。
| 基礎データ - 人口: 4,413人 - 世帯数: 1,769 世帯 - 家族数: 1,220 家族 - 人口密度: 5人/km2（12人/mi2） - 住居数: 2,351軒 - 住居密度: 2軒/km2（6軒/mi2） 人種別人口構成 - 白人: 93.29% - アフリカン・アメリカン: 3.76% - ネイティブ・アメリカン: 0.79% - アジア人: 0.27% - その他の人種: 0.45% - 混血: 1.43% - ヒスパニック・ラテン系: 0.91% 先祖による構成 - アメリカ人：24.8% - ドイツ系：19.1% - アイルランド系：13.3% - イギリス系：11.0% | 年齢別人口構成 - 18歳未満: 21.5% - 18-24歳: 10.2% - 25-44歳: 23.8% - 45-64歳: 26.7% - 65歳以上: 17.7% - 年齢の中央値: 41歳 - 性比（女性100人あたり男性の人口） - 総人口: 102.6 - 18歳以上: 101.2 世帯と家族（対世帯数） - 18歳未満の子供がいる: 27.5% - 結婚・同居している夫婦: 57.8% - 未婚・離婚・死別女性が世帯主: 7.6% - 非家族世帯: 31.0% - 単身世帯: 27.9% - 65歳以上の老人1人暮らし: 13.3% - 平均構成人数 - 世帯: 2.33人 - 家族: 2.84人 収入と家計 - 収入の中央値 - 世帯: 30,048米ドル - 家族: 37,860米ドル - 性別 - 男性: 33,717米ドル - 女性: 20,074米ドル - 人口1人あたり収入: 16,440米ドル - 貧困線以下 - 対人口: 18.2% - 対家族数: 9.8% - 18歳未満: 21.4% - 65歳以上: 8.4% |

## 都市と町
- ゴルコンダ - 郡庁所在地
- エディビル

## 未編入の町
- ブラウンフィールド
- ハムレッツバーグ
- ヘロド
- ラスクスフェリー
- ローズバッド
- テンプルヒル

## 著名な出身者
- ジョン・リード・ホッジ、ゴルコンダ生まれ、朝鮮戦争の前に在朝鮮アメリカ陸軍司令部軍政庁長官、第3軍司令官